# Ákos Buzsáky
Ákos Buzsáky (* 7. Mai 1982 in Budapest) ist ein ungarischer Fußballspieler. Der technisch begabte zentrale Mittelfeld- und Nationalspieler seines Landes steht aktuell beim ungarischen Erstligisten Ferencváros Budapest unter Vertrag. Zuvor hatte er bereits im Kader des portugiesischen Spitzenklubs FC Porto gestanden, dort den Durchbruch in die erste Mannschaft aber nicht bewerkstelligen können.

## Sportlicher Werdegang
Nachdem er das Fußballspielen beim Grund FC 1986 und MTK Hungária Budapest erlernt hatte und für den zuletzt genannten Verein im Jahr 2000 den ungarischen Pokal gewonnen hatte, schloss er sich im Juli 2002 dem portugiesischen Klub FC Porto unter dem damaligen Trainer José Mourinho an. Eine sportliche Weiterentwicklung fand für den Mittelfeldspieler und Spielmacher aber fortan weniger im Verein als bei der heimischen U-21-Auswahl statt, die er später als Kapitän anführte. In Portugal wurde er für die Saison 2003/04 innerhalb der SuperLiga an Académica Coimbra ausgeliehen. Dort absolvierte er elf Ligaspiele, kehrte dann nach Porto zurück und kam dort vornehmlich Partien für die B-Elf in der dritthöchsten Spielklasse zum Einsatz.
Im Januar 2005 lieh ihn der englische Zweitligist Plymouth Argyle bis zum Ende der Saison 2005/06 aus; entscheidend für die Wahl der damaligen Trainers Bobby Williamson war Buzsákys gute Leistung in einem inoffiziellen Spiel gegen Torquay United. Schnell wurde der Neuling aufgrund seiner technischen Fertigkeiten zu einem Publikumsliebling und nach dem letzten Spieltag baten die einheimischen Anhänger die Vereinsführung per Unterschriftensammlung um eine dauerhafte Verpflichtung, die mit einem neuen Dreijahresvertrag und einer Ablösesumme von circa 225.000 Pfund letztlich realisiert wurde. Bis Oktober 2007 verbrachte er bei den „Pilgrims“ sportlich wechselhafte Zeiten, den hohen Anforderungen wurde er bei seinen insgesamt 105 Pflichtspielen – von denen rund ein Drittel Einwechselungen waren – nicht immer gerecht und weitere Entwicklungssprünge blieben aus. Sein Höhepunkt war im Januar 2007, als ihm drei Tore gelangen und er in der Auswahl zum Zweitligaspieler des Monats stand. Als er im Oktober 2007 verkündete, den zum Ende der Spielzeit auslaufenden Vertrag nicht verlängern zu wollen, lieh ihn der Klub umgehend an den Zweitligakonkurrenten Queens Park Rangers aus und transferierte ihn zum Jahresende endgültig zu „QPR“ für eine Ablösesumme in Höhe von 500.000 Pfund. Dort unterzeichnete er einen Vertrag mit einer Laufzeit über 2½ Jahre.
Nachdem er bereits mit sechs Toren in zwölf Partien während seiner Leihphase überzeugt hatte, wurde Buzsáky auch im Westen Londons rasch zu einem Lieblingsspieler der Anhänger. Hoffnungen auf eine Stabilisierung dieser Hochphase bekamen jedoch einen schnellen Rückschlag, als er sich am 11. November 2008 einen Kreuzbandriss zuzog, die die Saison 2008/09 für ihn vorzeitig beendete. Erst zur anschließenden Spielzeit 2009/10 feierte er sein Comeback und tätigte dieses mit fünf Toren in sechs Ligapartien innerhalb eines Monats zwischen September und Oktober 2009 erfolgreich.

## Ungarische Nationalmannschaft
Sein erstes Länderspiel für die ungarische A-Nationalmannschaft bestritt Buzsáky in der WM-Qualifikation am 3. September 2005 in seiner Geburtsstadt Budapest gegen Malta. Den ersten Treffer für sein Heimatland verzeichnete er am 21. November 2007 gegen den amtierenden Europameister Griechenland anlässlich eines EM-Qualifikationsspiels, manche Quellen weisen seinen abgefälschten Schuss jedoch als Eigentor des Griechen Kostas Katsouranis aus.

## Erfolge
- Ungarischer Pokalsieger: 2000
- Portugiesischer Super-Cup-Gewinner: 2003